# گابور کیش
گابور کیش (انگلیسی: Gábor Kis؛ زادهٔ ۲۷ سپتامبر ۱۹۸۲) بازیکن واترپلو اهل مجارستان است.
وی در مسابقات کشوری و بین‌المللی در مجموع برندهٔ ۱ مدال طلا، ۲ مدال نقره، ۲ مدال برنز شده‌است.